# Хризоліна карпатська
Хризолі́на карпа́тська (Chrysolina carpatica) — вид комах з родини Листоїдів. Представник найбільшого в родині, всесвітньо поширеного роду жуків листоїдів, який об'єднує близько 500 видів. У фауні України виявлено 35 видів роду.

## Морфологічні ознаки
5,5–7,7 мм. Чорно-зелений або чорно-синій. Надкрила в однакових, передньоспинка в майже однакових крапках.

## Поширення
На території України (в Карпатах) поширений підвид Ch. carpatica gabrieli Weisse. (г. Говерла, Петрос, Піп Іван, Близниці), що зустрічається по всій смузі Карпат і Судет, здебільшого у високогір'ях, лише іноді спускається з альпійських лук нижче, до лісової смуги, хоча його оселення тут не є типовим.

## Особливості біології
Зимує в дорослій фазі. Жуки зустрічаються в активному стані поодиноко, в заростях моху. Трофічні зв'язки недосліджені. Протягом року утворює одне покоління. Зустрічається на високогірних луках, здебільшого на вершинах полонин поблизу скель, кам'янистих розсипів, іноді під камінням.

## Загрози та охорона
Заходи з охорони не розроблені. Потрібно вивчити спосіб життя підвиду, його цикл розвитку, кормові рослини і взяти під ретельну охорону місця розмноження.